# Lotus Domino Server
Lotus Domino Server – oprogramowanie do pracy grupowej.
Twórcami systemu są: Ray Ozzie, Tim Halvorsen i Len Kawell członkowie grupy PLATO Notes z University of Illinois (USA).
Koncepcja i architektura systemu zrodziła się w roku 1973. Jednak pierwsza rynkowa wersja 1.0 pojawiła się roku 1989 dla OS/2 lub DOS 3.1, 4.0.
W lipcu 1995 roku firma Lotus Development Corporation została zakupiona przez IBM.
Lotus Domino to platforma, łączy wymianę informacji ze środowiskiem aplikacji sieciowych (WWW). Lotus Domino Server obsługuje zestaw protokołów internetowych, umożliwia komunikację systemu wymiany informacji Domino z różnymi rodzajami klientów – Notes, IMAP, POP3 oraz przeglądarkami, włączając obsługę LDAPv3, S/MIME, lokalnego przekazywania (trasowanie) SMTP, lokalnego adresowania IP oraz zintegrowanych certyfikatów X.509. M.in. oznacza to, że użytkownik pracując w firmie na kliencie pocztowym Lotus Notes może bez problemu wysłać/odebrać wiadomość lub załącznik od osoby znajdującej się w innej firmie i korzystającej z innego oprogramowania pocztowego (np. The Bat!, Outlook Express itp.). Sam serwer daje możliwość np. szczegółowego śledzenia przesyłanych wiadomości, raportowania i monitorowania, ustawiania limitu na przesyłane przez użytkowników wiadomości (ograniczenia wielkości wiadomości). Serwer Domino R6 wspomaga także microsoftowy IIS (Internet Information Server), umożliwia udostępnianie usług aplikacji Domino użytkownikom z obecnymi serwisami MS IIS. Domino Server może współpracować z takimi systemami jak: DB2, Oracle, Sybase, SQL, SAP. Aplikacja Domino Server udostępnia administratorom możliwość wykonywania uaktualnienia programów cc:Mail/Organizer, MS Mail, MS Exchange, Novell GroupWise i Netscape Mail. Administrator ma możliwość importowania kont użytkowników z katalogów Windows NT oraz innych pracujących w standardzie LDAP. Pliki w środowisku Domino, odpowiadające za naszą pocztę mailową, książkę z adresami, telefonami i innymi informacjami, mają rozszerzenie nsf (np. jkowalski.nsf – plik ze skrzynką mailową, names.nsf – plik z adresami do korespondencji, telefonami itd.). Istnieje możliwość zbudowania klastra na dwóch różnych systemach operacyjnych.
Serwer Domino R6 (premiera w 2002 roku) jest dostępny na następujące platformy systemowe:
- Windows 95/98/NT/2000
- Mac OS 8 i Mac OS 9
- IBM AIX, AS/400, S/390, OS/2
- Linux (Intel)
- Solaris (Sparc oraz Intel)
- HP-UX

Od sierpnia 2005 dostępna wersja 7.x zintegrowana z innymi produktami IBM takimi jak WebSphere Portal, DB2, systemem IBM Workplace.
We wrześniu 2007 IBM wprowadził na rynek wersję 8, która posiada rozszerzoną funkcjonalność. Na uwagę zasługuje np. obsługa urządzeń mobilnych z funkcją push mail.
Domino Serwer v8 jest systemem wieloplatformowym można go używać na:
- IBM System i (dawniej AS/400)
- IBM AIX
- Linux
- Sun Solaris
- Windows Server 2003
- IBM z/OS

Serwer IBM Domino R9
w 2013 roku IBM zmienił strategię Lotus Notes/Domino w wersji 9 oprogramowanie stało się dostępne jako IBM Collaboration Solutions słowo Lotus zastąpiła nazwa IBM domino 9.0 social edition